# Marvin Harrison Jr.
Marvin Harrison Jr. (geboren am 11. August 2002 in Philadelphia, Pennsylvania) ist ein US-amerikanischer American-Football-Spieler auf der Position des Wide Receivers. Er spielte College Football für die Ohio State Buckeyes in der NCAA Division I Football Bowl Subdivision (FBS). In der Saison 2023 gewann Harrison den Fred Biletnikoff Award als bester Wide Receiver der Saison. Im NFL Draft 2024 wurde Harrison in der ersten Runde von den Arizona Cardinals ausgewählt.

## Highschool und College
Harrison besuchte in seinem ersten Jahr an der Highschool die La Salle College High School, bevor er auf die St. Joseph’s Preparatory School wechselte. Mit dem dortigen Footballteam gewann er dreimal die Staatsmeisterschaften in Pennsylvania. Harrison galt als bester Wide Receiver seines Highschooljahrgangs in Pennsylvania.
Ab 2021 ging Harrison auf die Ohio State University, um College Football für die Ohio State Buckeyes zu spielen. In seiner ersten Saison bei den Buckeyes sah er hinter Chris Olave, Garrett Wilson und Jaxon Smith-Njigba nur wenig Einsatzzeit, insgesamt konnte er lediglich 11 Pässe fangen, mit denen er 139 Yards Raumgewinn erzielte. Im Rose Bowl zum Saisonabschluss, in dem sowohl Olave als auch Wilson nicht spielten, nahm Harrison erstmals eine größere Rolle ein. Bei 6 gefangenen Pässen für 71 Yards erzielte er die ersten drei Touchdowns seiner College-Karriere, dennoch erhielt seine Leistung wenig Beachtung, da Smith-Njigba in diesem Spiel mit 347 Yards Raumgewinn eine historische Performance ablieferte. Ohio State gewann die Partie gegen die Utah Utes mit 48:45. Infolge der Abgänge von Olave und Wilson in die NFL zur Saison 2022 avancierte Harrison in seinem zweiten Jahr am College zum Stammspieler. Ihm gelangen in der Regular Season 72 Catches für 1157 Yards und 12 Touchdowns. Harrison wurde in das All-Star-Team der Big Ten Conference sowie als erster Wide Receiver in der Geschichte der Buckeyes zum Unanimous All-American gewählt. Zudem wurde er als Richter–Howard Receiver of the Year als bester Wide Receiver in der Big Ten ausgezeichnet und war Finalist bei der Wahl zum Fred Biletnikoff Award als bester Wide Receiver der College-Football-Saison.
Mit 67 gefangenen Pässen für 1211 Yards und 15 Touchdowns in zwölf Spielen konnte Harrison an seine Leistung aus der Vorsaison anknüpfen. Für seine Leistung erhielt er zahlreiche Ehrungen, so wurde er erneut als bester Wide Receiver der Big Ten Conference ausgezeichnet und zum Unanimous All-American gewählt. Harrison gewann darüber hinaus den Fred Biletnikoff Award. Zudem war er Finalist bei der Wahl zur Heisman Trophy als bester Spieler der Saison und belegte in der Endabstimmung den vierten Platz. Harrison gelangen als erstem Wide Receiver in der Geschichte der Buckeyes zwei Saisons mit über 1000 Yards Raumgewinn im Passspiel, zudem stellte er mit 15 Spielen mit mindestens 100 Yards einen neuen Rekord bei Ohio State auf. Nach Saisonende gab Harrison seine Anmeldung für den NFL Draft 2024 bekannt.

## NFL
Im NFL Draft 2024 wurde Marvin Harrison Jr., wie von Experten erwartet, in der ersten Runde an 4. Position von den Arizona Cardinals ausgewählt. Zwar verlief sein Saisonstart vielversprechend, als er am 2. Spieltag beim 44:10-Sieg gegen die LA Rams 130 Yards Raumgewinn und 2 Touchdowns erzielen konnte. Dennoch verlief seine erste Saison eher unauffällig; die aufgrund seiner hohen Draftposition geschürten Erwartungen konnte er nicht ganz erfüllen. Bei 116 Passversuchen kam er nur auf 62 Passfänge und 885 Yards Raumgewinn, was unter den Rookies seiner Draft Class nur Platz 5 bedeutete. Allerdings verzeichnete man unter den nicht gefangenen Pässen nur vier echte Drops. Dazu kamen 8 Touchdowns. Er bestritt alle 17 Regular-Season-Spiele für sein Team, davon 16 als Starter, und verzeichnete 8 Touchdowns.

### NFL-Statistiken
| 2024                               | Cardinals | 17 | 16 | 62 | 885 | 14,3 | 60 | 8 | 1 | 1 |
| Total                              | Total     | 17 | 16 | 62 | 885 | 14,3 | 60 | 8 | 1 | 1 |
| Quelle: pro-football-reference.com |           |    |    |    |     |      |    |   |   |   |

## Persönliches
Marvin Harrison Jr. ist der Sohn von Marvin Harrison, der ebenfalls Football als Wide Receiver spielte. Er war dreizehn Jahre lang für die Indianapolis Colts in der NFL aktiv und ist Mitglied der Pro Football Hall of Fame.